# Antenna a tromba di Holmdel
L'Antenna di Holmdel, situata nell'omonima città, è l'antenna con cui Arno Penzias e Robert Wilson scoprirono le radiazioni cosmiche di fondo nel 1965. Quest'importante scoperta dimostrò la teoria del Big Bang, che rispetta anche la Legge di Hubble secondo cui l'universo è in espansione. Nel 1978 i due studiosi vinsero il Premio Nobel per la fisica e nel 1988 lo strumento è diventato anche un National Historic Landmark per il suo contributo.

## Caratteristiche

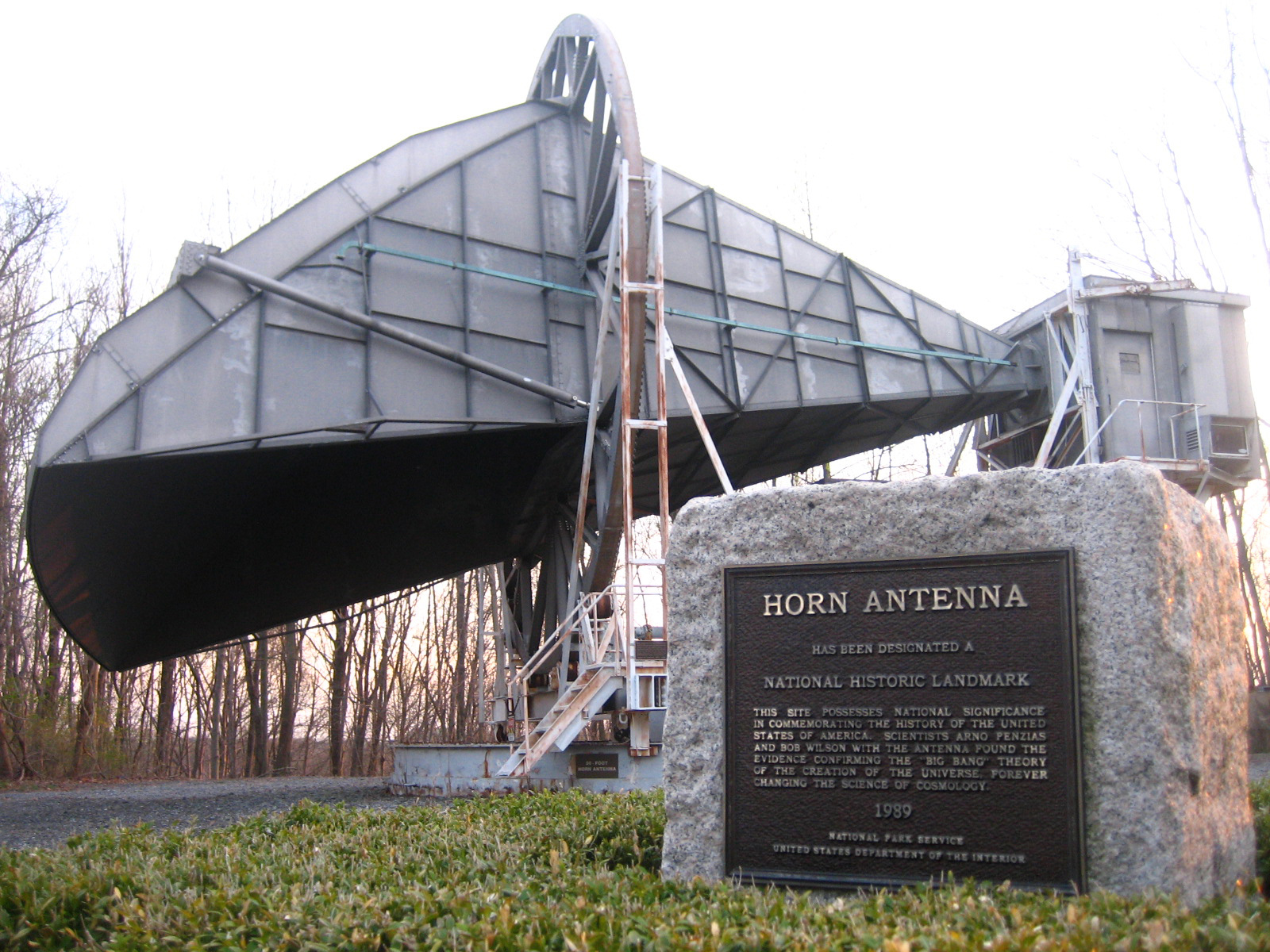
L'antenna fotografata nel 2007 e con accanto la targa commemorativa

È un'antenna a tromba, tipologia usata per le microonde, in alluminio, del peso di 16 tonnellate, con una lunghezza di 15 metri e all'apice un'apertura di 6. Per ruotare orizzontalmente e verticalmente, l'antenna dispone di due ruote del diametro di 10 metri poste alla base e a metà della tromba.